# Сосиска в тесте
Соси́ска в те́сте — выпечное изделие из дрожжевого или слоёного теста с сосиской внутри.
Сосиска в тесте — немецкое изобретение. В Германии это блюдо известно под названием Würstchen im Schlafrock — «сосиска в ночной рубашке».
Это блюдо издавна распространено в Германии и соседних странах (Дании, Нидерландах, Бельгии и Чехии). В Англии схожее блюдо было в ходу уже в XVII веке, оно было популярно как закуска, которую едят руками, что подходит для короткого перерыва на еду у работников.
Первое упоминание рецепта сосиски в тесте на английском языке, под названием Pigs in a blanket — «поросята в одеяле», появилось в сборнике рецептов Бетти Крокер «Кулинария для детей» в 1950-х годах.